# Guilherme III de Genebra
Guilherme III de Genebra (c. 1280- †1320) é filho de Amadeu II de Genebra e de Agnes de Challon. Foi Conde de Genebra  por volta de 1308 até à sua morte em 1320.
De princípio deveria casar-se com Beatriz de Saboia pelo que havia recebido uma dispensa ao Papa - 7 Jan. 1291 - atendendo a que ela era irmã de Amadeu V de Saboia, logo em consanguinidade de 4 nível. Beatriz morre pouco tempo depois, antes de casar, e a 31 Ago. 1320 Guilherme casa-se com Inês de Saboia filha de Amadeu V de Saboia, mas do primeiro matrimónio deste. .
Deste casamento nascem Margarida, Amadeu, o futuro Amadeu III, e Pedro.
| Antecessor          | Guilherme III de Genebra (c. 1280 - † ?1320) | Sucessor              |
| ------------------- | -------------------------------------------- | --------------------- |
| Aimão II de Genebra | Conde de Genebra 1308 - 1320                 | Amadeu III de Genebra |